# Franco Cavegn

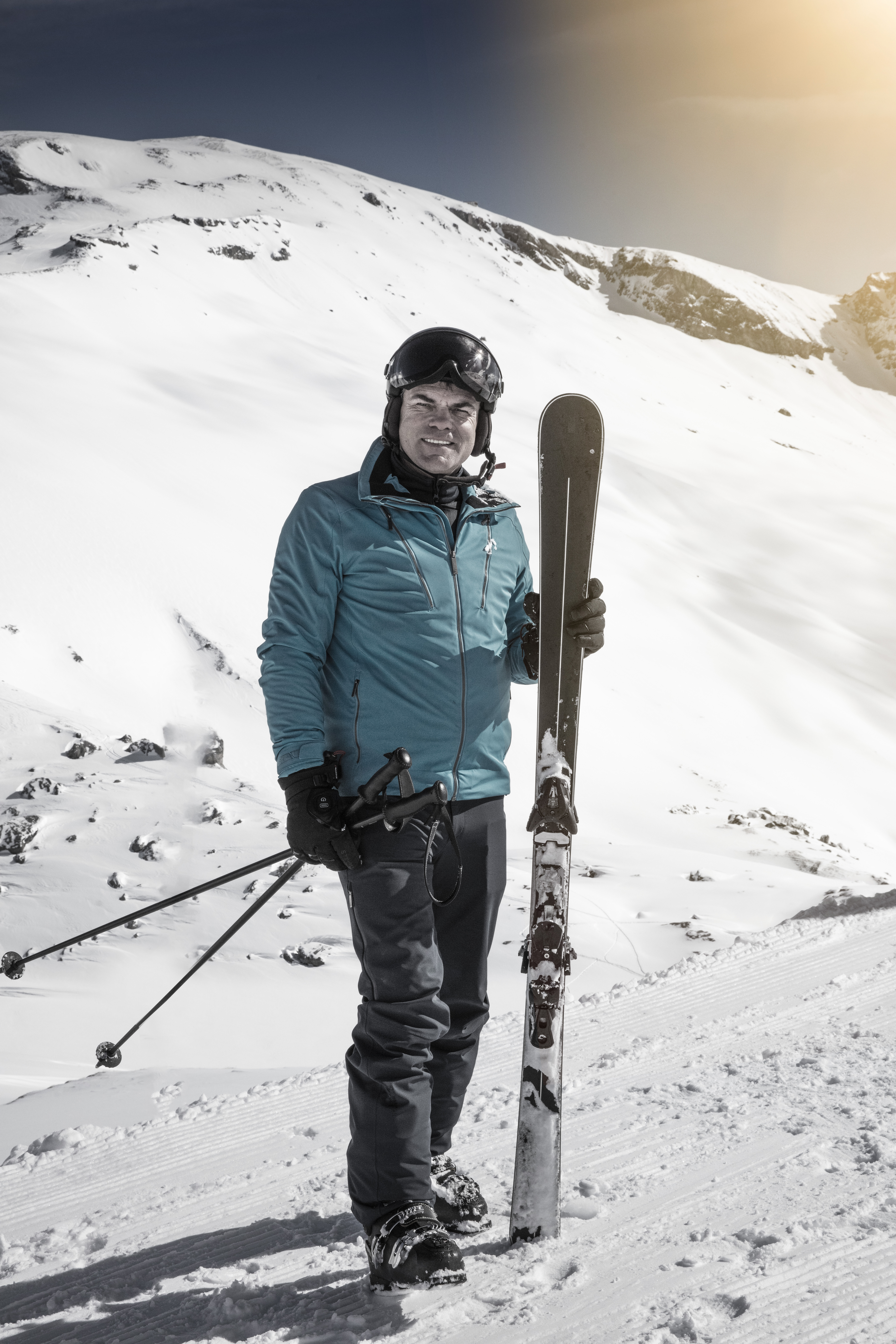
Franco Cavegn (2020)

Franco Cavegn (* 6. Januar 1971 in Vella) ist ein ehemaliger Schweizer Skirennfahrer.

## Biografie
1991 holte Cavegn in Gröden als 27. erstmals Weltcuppunkte. Die Saison 2001/02 wurde mit sechs Platzierungen unter den ersten zehn und einem dritten Platz in Kvitfjell zum besten Jahr seiner Karriere. Am 10. Dezember 2003 zog sich Cavegn beim Super-G in Beaver Creek einen Kreuzbandriss zu, der das Ende seiner Karriere einläutete. Nach einem 58. und 43. Platz in der Folgesaison beendete er im Oktober 2005 mit 34 Jahren seine Laufbahn als Skisportler. Cavegn ist mitbeteiligt am Skihersteller zai AG.

## Erfolge

### Olympische Spiele
- 23. Platz, Abfahrt, Lillehammer 1994
- 14. Platz, Abfahrt, Nagano 1998
- 15. Platz, Abfahrt, Salt Lake City 2002

### Weltmeisterschaften
- 6. Platz, Abfahrt, Sestriere 1997
- 12. Platz, Abfahrt, St. Anton am Arlberg 2001
- 25. Platz, Abfahrt, St. Moritz 2003

### Weltcup
- 8. Platz Abfahrtsweltcup 1997
- 4. Platz Abfahrtsweltcup 2002
- zwei 3. Plätze und 35 Platzierungen unter den ersten 10 in Weltcuprennen (33 Abfahrt, 2 Super-G)